# DDR-Skimeisterschaften 1983
Die Wettkämpfe der 35. DDR-Skimeisterschaften fanden vom 3. bis zum 6. Februar 1983 im sächsischen Johanngeorgenstadt statt. Dabei wurden neun Wettkämpfe, sieben Einzel- und zwei Staffelentscheidungen, im Skilanglauf, der Nordischen Kombination und im Skispringen ausgetragen. Schneemangel machte den Organisatoren anfangs zu schaffen, wenngleich für die Laufdisziplinen eine fünf Kilometer lange Kammloipe präpariert werden konnte. In der Nacht zum 4. Februar fielen dann allerdings 20 cm Neuschnee, so dass die Wettkämpfe unter hervorragenden Bedingungen stattfinden konnten. Die Langstreckenmeisterschaften über 20 km der Frauen und 50 km der Männer im sächsischen Oberwiesenthal am 20. März 1983 rundeten die Titelkämpfe ab.

## Langlauf

### Männer

#### 15 km
In der zweiten Laufentscheidung der Männer konnte sich diesmal Karsten Brandt durchsetzen. Allerdings kam ihm Juniorenmeister Uwe Wünsch aus Oberwiesenthal mit nur 4 Sekunden Rückstand gefährlich nahe. Dessen Clubkamerad Uwe Bellmann holte nur einen Tag nach den 30 km immerhin noch Bronze.
Datum: Freitag, 4. Februar 1983
| Platz | Sportler       | Mannschaft                | Zeit (h) |
| ----- | -------------- | ------------------------- | -------- |
| 1     | Karsten Brandt | SC Dynamo Klingenthal     | 48:47    |
| 2     | Uwe Wünsch     | SC Traktor Oberwiesenthal | 48:51    |
| 3     | Uwe Bellmann   | SC Traktor Oberwiesenthal | 50:14    |

#### 30 km
Das Auftaktrennen bei den Männern geriet zu einem Zweikampf zwischen Karsten Brandt und Uwe Bellmann. Brandt führte dabei die ersten 20 Kilometer, verlor aber im letzten Drittel noch fast eine halbe Minute auf Bellmann. Für den Oberwiesenthaler war es der erste DDR-Meistertitel bei den Senioren. Der drittplatzierte Stefan Schicker, immerhin WM-Dritter mit der Staffel, lag schon über dreieinhalb Minuten zurück.
Datum: Donnerstag, 3. Februar 1983
| Platz | Sportler        | Mannschaft                | Zeit (h) |
| ----- | --------------- | ------------------------- | -------- |
| 1     | Uwe Bellmann    | SC Traktor Oberwiesenthal | 1:37:06  |
| 2     | Karsten Brandt  | SC Dynamo Klingenthal     | 1:37:33  |
| 3     | Stefan Schicker | SC Dynamo Klingenthal     | 1:41:09  |

#### 50 km
Über die Langstrecke konnte Karsten Brandt seinen zweiten DDR-Meistertitel des Jahres 1983 erringen. Auf dem nassen Schnee nahm er dabei Lokalmatador Uwe Bellmann fast 4 Minuten ab.
Datum: Sonntag, 20. März 1984
| Platz | Sportler        | Mannschaft                | Zeit (h)  |
| ----- | --------------- | ------------------------- | --------- |
| 1     | Karsten Brandt  | SC Dynamo Klingenthal     | 2:41:16,5 |
| 2     | Uwe Bellmann    | SC Traktor Oberwiesenthal | 2:45:02,5 |
| 3     | Bert Malsch     | ASK Vorwärts Oberhof      | 2:45:20,6 |
| 4     | Stefan Schicker | SC Dynamo Klingenthal     | 2:48:28,6 |
| 5     | Cuno Schreyl    | ASK Vorwärts Oberhof      | 2:49:15,2 |
| 6     | Heiko Schmidt   | ASK Vorwärts Oberhof      | 2:50:34,8 |

#### 3 × 10-km-Staffel
Bei der Staffelentscheidung gingen die Einzelmeister als erste an den Start. Dann übergab Karsten Brandt an seinen Mannschaftskollegen Stefan Schicker mit ungefähr 30 m Vorsprung. In der Folgezeit konnte dieser den Vorsprung ausbauen, so dass er den Schlussläufer Frank Schröder 38 Sekunden vor dem Oberwiesenthaler Uwe Wünsch ins Rennen schickte. Dieser hatte jedoch einen herausragenden Tag erwischt und kam Ende mit über einer Minute Vorsprung vor Schröder ins Ziel. Die drittplatzierte Oberhofer Staffel lag schon über vier Minuten zurück.
Datum: Sonnabend, 5. Februar 1983
| Platz | Mannschaft                | Sportler                                      | Zeit (h) |
| ----- | ------------------------- | --------------------------------------------- | -------- |
| 1     | SC Traktor Oberwiesenthal | Uwe Bellmann Christoph Rollinger Uwe Wünsch   | 1:36:57  |
| 2     | SC Dynamo Klingenthal     | Karsten Brandt Stefan Schicker Frank Schröder | 1:38:08  |
| 3     | ASK Vorwärts Oberhof      | Detlef Kotlinsky Schmidt Schreyl              | 1:40:59  |

### Frauen

#### 5 km
Über die Kurzstrecke gewann die Oberwiesenthalerin Ute Noack souverän den Titel. Sie blieb als einzige unter 18 Minuten. 10-km-Siegerin Kerstin Moring konnte ihre Form bestätigen und holte Bronze. Die Vorjahressiegerin Petra Sölter wurde am Ende nur 12.
Datum: Freitag, 4. Februar 1984
| Platz | Sportler       | Mannschaft                | Zeit (h) |
| ----- | -------------- | ------------------------- | -------- |
| 1     | Ute Noack      | SC Traktor Oberwiesenthal | 17:43    |
| 2     | Petra Rohrmann | SC Motor Zella-Mehlis     | 18:15    |
| 3     | Kerstin Moring | ASK Vorwärts Oberhof      | 18:20    |

#### 10 km
Auch bei den Frauen trug sich eine neue Athletin in die Siegerlisten ein. Die 19-jährige Kerstin Moring vom ASK Vorwärts Oberhof, Tochter des früheren Langlaufmeisters Werner Moring, konnte bei ihrer ersten Seniorenmeisterschaft gleich einen Meistertitel erringen. Im 33-köpfigen Starterfeld setzte aber auch noch eine andere Athletin ein Ausrufezeichen, die erst 17-jährige Heike Reime vom SC Dynamo Klingenthal. Sie schlug Läuferinnen wie Carola Anding oder Vorjahresmeisterin Ute Noack und gewann die Silbermedaille.
Datum: Donnerstag, 3. Februar 1983
| Platz | Sportler       | Mannschaft            | Zeit (h) |
| ----- | -------------- | --------------------- | -------- |
| 1     | Kerstin Moring | ASK Vorwärts Oberhof  | 35:33    |
| 2     | Heike Reime    | SC Dynamo Klingenthal | 36:03    |
| 3     | Petra Rohrmann | SC Motor Zella-Mehlis | 36:16    |

#### 20 km
Über die Langstrecke blieb der Titel in Oberwiesenthal. Ute Noack siegte am Ende mit einer guten halben Minute Vorsprung. Bronze sicherte sich etwas überraschend die Juniorin Katrin Schneider aus Oberhof. Titelverteidigerin Petra Sölter belegte einen enttäuschenden 14. Platz unter 29 Starterinnen.
Datum: Sonntag, 20. März 1983
| Platz | Sportler         | Mannschaft                | Zeit (h)  |
| ----- | ---------------- | ------------------------- | --------- |
| 1     | Ute Noack        | SC Traktor Oberwiesenthal | 1:09:59,2 |
| 2     | Petra Rohrmann   | SC Motor Zella-Mehlis     | 1:10:38,7 |
| 3     | Katrin Schneider | ASK Vorwärts Oberhof      | 1:11:20,1 |
| 4     | Katrin Stolle    | SC Traktor Oberwiesenthal | 1:13:16,5 |
| 5     | Bärbel Viertel   | SC Traktor Oberwiesenthal | 1:13:29,1 |
| 6     | Steffi Meßner    | SC Traktor Oberwiesenthal | 1:13:42,5 |

#### 3 × 5-km-Staffel
In der Staffelentscheidung konnte die Oberhofer Mannschaft mit Olympiasiegerin Carola Anding und der frischgebackenen DDR-Meisterin Kerstin Moring nicht wirklich überzeugen. War das Rennen nach 2 Läuferinnen noch relativ ausgeglichen, so entschied das Duell Noack-Moring die Oberwiesenthalerin souverän für sich. Am Ende gewann die Staffel aus Oberwiesenthal mit fast einer Minute Vorsprung den Meistertitel. Die überraschend starken Klingenthaler Juniorinnen mit Heike Reime als Startläuferin erkämpften sich Bronze.
Datum: Sonnabend, 5. Februar 1983
| Platz | Mannschaft                          | Sportler                                  | Zeit (h) |
| ----- | ----------------------------------- | ----------------------------------------- | -------- |
| 1     | SC Traktor Oberwiesenthal           | Steffi Meßner Katrin Stolle Ute Noack     | 53:29    |
| 2     | ASK Vorwärts Oberhof                | Petra Sölter Carola Anding Kerstin Moring | 54:24    |
| 3     | SC Dynamo Klingenthal / Juniorinnen | Heike Reime Rahm Leonhardt                | 55:19    |

## Nordische Kombination
Nach dem Springen lag Uwe Dotzauer vor Gunter Schmieder und Peter Opitz. Dabei waren die jeweiligen Punktabstände noch recht gering. Erwähnenswert war der Juniorenwettbewerb, da der Klingenthaler Heiko Hunger mit Sprüngen über 70 m weiter als alle Senioren sprang. Am Folgetag änderte sich an der Medaillenverteilung nichts mehr. Uwe Dotzauer konnte mit der schnellsten Laufzeit seinen ersten DDR-Meistertitel feiern.
Datum: Sprunglauf Donnerstag, 3. Februar 1983; 15-km-Langlauf Freitag, 4. Februar 1983
| Platz | Sportler         | Mannschaft            | Punkte |
| ----- | ---------------- | --------------------- | ------ |
| 1     | Uwe Dotzauer     | SC Dynamo Klingenthal | 440,00 |
| 2     | Gunter Schmieder | SC Dynamo Klingenthal | 423,30 |
| 3     | Peter Opitz      | SC Motor Zella-Mehlis | 411,70 |

## Skispringen

### Normalschanze
Auf der Normalschanze entwickelte sich ein gutklassiger Wettbewerb, in dem Manfred Deckert schon nach dem ersten Durchgang mit der Weite von 76 m führte. Da er auch einen soliden zweiten Sprung mit 74 m herunterbrachte, war ihm der Sieg nicht mehr zu nehmen.
Datum: Freitag, 4. Februar 1983
| Platz | Sportler          | Mannschaft            | Punkte |
| ----- | ----------------- | --------------------- | ------ |
| 1     | Manfred Deckert   | SC Dynamo Klingenthal | 257,0  |
| 2     | Stefan Stannarius | SC Motor Zella-Mehlis | 252,9  |
| 3     | Klaus Ostwald     | SC Dynamo Klingenthal | 245,8  |

### Großschanze
Der Meistertitel auf der Großschanze ging in diesem Jahr nach Oberwiesenthal. Ulf Findeisen konnte auf der Großen Aschbergschanze zwei Sprünge von jeweils Hundert Metern ins Tal bringen. Die Nächstplatzierten blieben teilweise weit unter Hundert Meter, so dass der Abstand zu Silber fast 12 Punkte betrug.
Datum: Sonntag, 6. Februar 1983
| Platz | Sportler        | Mannschaft                | Punkte |
| ----- | --------------- | ------------------------- | ------ |
| 1     | Ulf Findeisen   | SC Traktor Oberwiesenthal | 257,2  |
| 2     | Klaus Ostwald   | SC Dynamo Klingenthal     | 245,9  |
| 3     | Manfred Deckert | SC Dynamo Klingenthal     | 228,3  |

## Medaillenspiegel
Mit mehr als der Hälfte aller Meistertitel war der SC Traktor Oberwiesenthal der erfolgreichste Sportclub. Sein vogtländischer Konkurrent aus Klingenthal gewann 4 Titel, aber die meisten Medaillen aller Clubs. Die beiden thüringischen Leistungszentren konnten zusammen nur ein Drittel aller Medaillen für sich verbuchen, darunter einen Meistertitel.
| Medaillenspiegel (nach allen 11 Wettbewerben) | Medaillenspiegel (nach allen 11 Wettbewerben) | Medaillenspiegel (nach allen 11 Wettbewerben) | Medaillenspiegel (nach allen 11 Wettbewerben) | Medaillenspiegel (nach allen 11 Wettbewerben) | Medaillenspiegel (nach allen 11 Wettbewerben) |
| Platz                                         | Mannschaft                                    | Gold                                          | Silber                                        | Bronze                                        | Gesamt                                        |
| --------------------------------------------- | --------------------------------------------- | --------------------------------------------- | --------------------------------------------- | --------------------------------------------- | --------------------------------------------- |
| 1                                             | SC Traktor Oberwiesenthal                     | 6                                             | 2                                             | 1                                             | 9                                             |
| 2                                             | SC Dynamo Klingenthal                         | 4                                             | 5                                             | 4                                             | 13                                            |
| 3                                             | ASK Oberhof                                   | 1                                             | 1                                             | 4                                             | 6                                             |
| 4                                             | SC Motor Zella-Mehlis                         | 0                                             | 3                                             | 2                                             | 5                                             |